# Provinciehuis (Vlaams-Brabant)
Het Provinciehuis van Vlaams-Brabant bevindt zich in de Belgische provinciehoofdstad Leuven. In het provinciehuis zetelen het bestuur en de medewerkers van de provincie Vlaams-Brabant.
Aan de noordzijde van het provinciehuis bevindt zich de ingang die aan het Provincieplein gelegen is. Op ongeveer 400 meter naar het noorden ligt het station Leuven en langs het provinciehuis lopen de spoorlijnen 36 en 139 die vanuit het station naar respectievelijk Luik-Guillemins en Ottignies lopen.

## Geschiedenis
Op 1 januari 1995 ontstond de provincie Vlaams-Brabant door de opsplitsing van de provincie Brabant in Vlaams-Brabant, Waals-Brabant en het Brussels Hoofdstedelijk Gewest. Leuven werd daarbij als provinciehoofdstad van Vlaams-Brabant gekozen.
De provincie zetelde op drie locaties in de stad. Een van de panden die de provincie betrok was een oud bankgebouw (wat nog eerder een warenhuis was geweest) aan de Diestsesteenweg in Kessel-Lo dat in november 1994 aangekocht was door de provincie. In deze straat kwam de gouverneur te zitten met aan de overzijde van deze straat de administratie van de provincie. Aan de Diestsevest ging de bestendige deputatie zetelen.
In 2003 werd aan het Provincieplein een nieuw gebouw opgeleverd en nam het provinciebestuur intrek in dit gebouw. Dit nieuwe gebouw is van de hand van architect Gonçalo Sousa Byrne.
In januari 2015 kreeg de provincie met haar twintigjarige bestaan een nieuwe huisstijl. Het nieuwe logo dat ze hierbij kreeg is een zespuntige ster. Deze werd op 16 januari 2015 hoog op het provinciehuis aangebracht.

## Gebouw

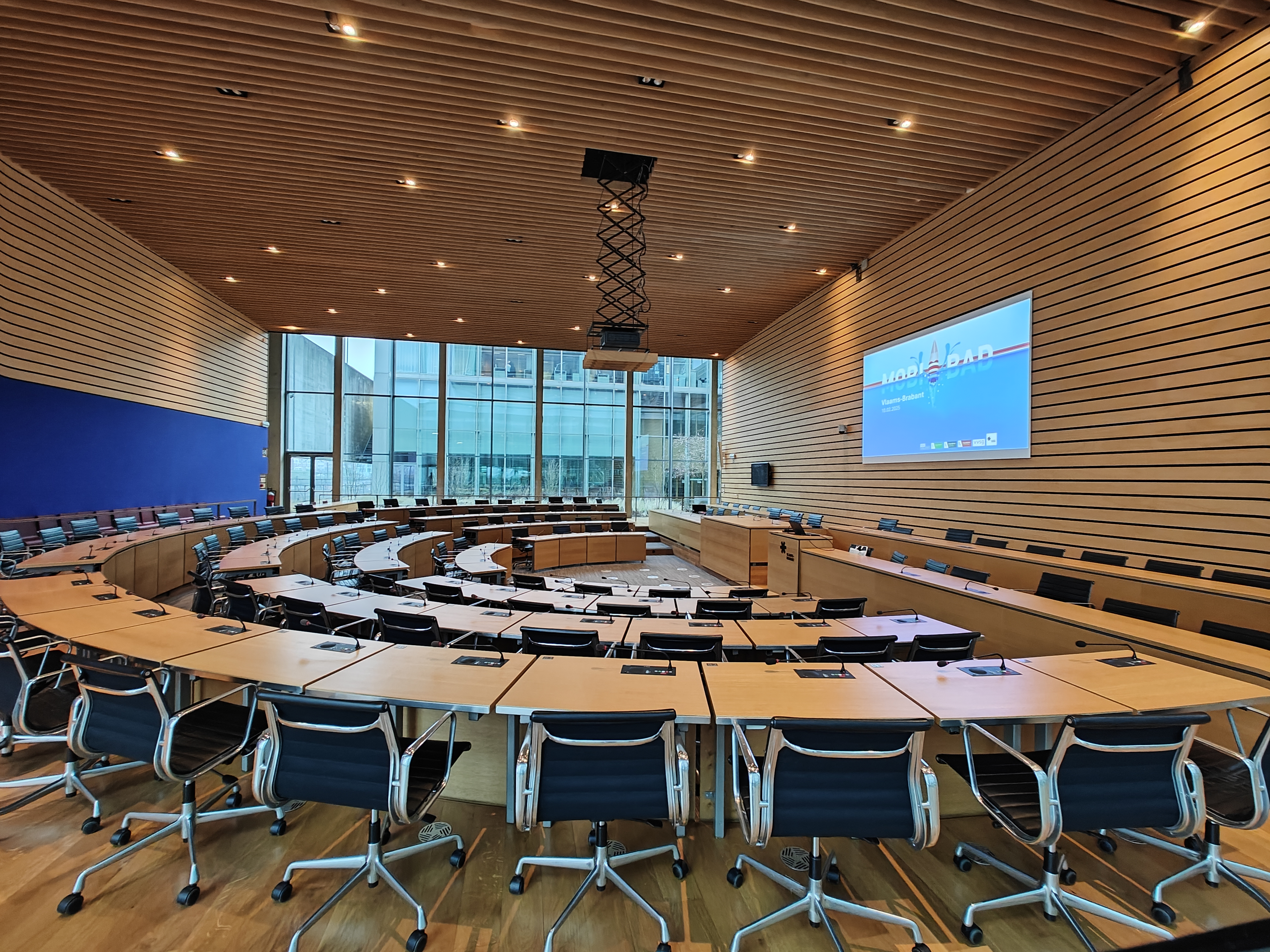
De provincieraadzaal

Het provinciehuis aan het Provincieplein bestaat uit twee delen: een torengebouw en een langsgebouw. In de toren zijn de kantoren van de medewerkers gevestigd, terwijl in het langsgebouw de raadzaal, een auditorium, een restaurant en enkele andere ruimtes gevestigd zijn.
Het torengebouw heeft een hoogte van 42 meter boven het Provincieplein, 52 meter boven de naastgelegen spoorlijn en heeft 11 verdiepingen. Deze kantoortoren bevindt zich aan de noordzijde van het gebouw en is met zijn hoogte duidelijk van afstand te zien. Helemaal bovenaan dit torengebouw is een groot logo van de provincie aangebracht: een zespuntige ster (asterisk). Aan de zijkant van deze toren hangt aan de tiende verdieping een uitstekend geel balkonnetje dat uit de toon valt door het uitspringen en de kleur. Dit balkonnetje is van het ontwerp van kunstenaar Aglaia Konrad.
Het langsgebouw loopt vanaf de toren in zuidelijke richting parallel aan het spoor en heeft twee verdiepingen.

## Kunst
Het provinciehuis kreeg een zestal kunstwerken van zeven kunstenaars, te weten:
- Jef Geys: Zomer in Vlaams-Brabant
- Ann Veronica Janssens en Richard Venlet: Een Film
- Eran Schaerf: Taalgrens
- Aglaia Konrad: Het Balkon
- Guy Rombouts: Windwijzeralfabet
- Heimo Zobernig: Zonder Titel, 2003